# David Zawada
David Zawada (ur. 1 sierpnia 1990 w Düsseldorfie) – niemiecki zawodnik mieszanych sztuk walki (MMA). Mistrz ISKA MMA National, Respect FC czy Shotto Kings w wadze półśredniej. Walczył także dla takich organizacji jak KSW, PFL oraz UFC. Obecnie związany kontraktem z Oktagon MMA.

## Osiągnięcia i nagrody

### Mieszane sztuki walki
- Superior Fighting Championship
  - 2012: Finalista Superior FC Tournament 2012 w wadze półśredniej
- International Sport Karate Association
  - 2013: Mistrz ISKA MMA National w wadze półśredniej[7]
- Respect Fighting Championship
  - 2016: Mistrz Respect FC w wadze półśredniej[8]
- Shooto Kings
  - 2016: Mistrz Shooto Kings w wadze półśredniej[8]
- Herakles
  - 2020: Herakles w kategorii Poddanie Roku z 2019[9]
- MMAJunkie.com
  - 2019: Poddanie miesiąca listopad vs. Abubakar Nurmagomiedow[10]

## Lista zawodowych walk w MMA
| Wynik     | Bilans | Przeciwnik (bilans przed walką) | Rozstrzygnięcie                                    | Runda | Czas | Rozgrywki                                   | Data       | Miejsce             | Uwagi                                                                              |
| --------- | ------ | ------------------------------- | -------------------------------------------------- | ----- | ---- | ------------------------------------------- | ---------- | ------------------- | ---------------------------------------------------------------------------------- |
| Przegrana | 19-12  | Kamil Oniszczuk (10-5)          | Decyzja (jednogłośna)                              | 3     | 5:00 | Oktagon 74: Bolander vs. Szabová            | 09.08.2025 | Praga               | Walka rezerwowa turnieju Tipsport Gamechanger 3 w wadze średniej.                  |
| Przegrana | 19-11  | Matěj Peňáz (9-1)               | TKO (kolano i ciosy pięściami)                     | 1     | 4:42 | Oktagon 66: Engizek vs. Oniszczuk           | 01.02.2025 | Düsseldorf          | Walka pierwszej rundy turnieju Tipsport Gamechanger 3 w wadze średniej.            |
| Przegrana | 19-10  | Marek Mazuch (8-2)              | TKO (ciosy pięściami)                              | 1     | 1:15 | Oktagon 58: Vémola vs. Végh 2               | 08.06.2024 | Praga               |                                                                                    |
| Wygrana   | 19-9   | Hojat Khajevand (7-3)           | Poddanie (dźwignia skrętowa na staw skokowy)       | 3     | 4:24 | Oktagon 53: Dalisda vs. Dourthe             | 10.02.2024 | Oberhausen          | Powrót do Oktagon MMA. Debiut w wadze średniej.                                    |
| Przegrana | 18-9   | Magomied Magomiedkerimow (31-6) | TKO (prawy prosty i ciosy pięściami w parterze)    | 1     | 3:54 | PFL 6: 2023 Regular Season                  | 23.06.2023 | Atlanta             | Playoffy sezonu regularnego PFL 2023 w wadze półśredniej.                          |
| Przegrana | 18-8   | Carlos Leal (17-4)              | TKO (ciosy pięściami)                              | 1     | 2:25 | PFL 3: 2023 Regular Season                  | 14.04.2023 | Las Vegas           | Debiut w PFL. Playoffy sezonu regularnego PFL 2023 w wadze półśredniej.            |
| Wygrana   | 18-7   | Erhan Kartal (10-1)             | TKO (przerwanie przez lekarza)                     | 1     | 5:00 | Oktagon 33: Buchinger vs. Keita             | 04.06.2022 | Frankfurt nad Menem | Debiut w Oktagon MMA.                                                              |
| Przegrana | 17-7   | Alex Morono (19-7)              | Decyzja (jednogłośna)                              | 3     | 5:00 | UFC Fight Night: Brunson vs. Till           | 03.09.2021 | Las Vegas           |                                                                                    |
| Przegrana | 17-6   | Ramazan Emiejew (19-4)          | Decyzja (niejednogłośna)                           | 3     | 5:00 | UFC on ABC: Holloway vs. Kattar             | 16.01.2021 | Abu Zabi            |                                                                                    |
| Wygrana   | 17-5   | Abubakar Nurmagomiedow (15-2-1) | Poddanie (duszenie trójkątne)                      | 1     | 2:50 | UFC on ESPN+ 21: Magomedsharipov vs. Kattar | 09.11.2019 | Moskwa              | Bonus za występ wieczoru. Herakles w kategorii Poddanie roku 2019.                 |
| Przegrana | 16-5   | Li Jingliang (15-5)             | TKO (kopnięcie boczne na wątrobę)                  | 3     | 4:07 | UFC Fight Night: Blaydes vs. Ngannou 2      | 24.11.2018 | Pekin               |                                                                                    |
| Przegrana | 16-4   | Danny Roberts (15-3)            | Decyzja (niejednogłośna)                           | 3     | 5:00 | UFC Fight Night: Shogun vs. Smith           | 22.07.2018 | Hamburg             | Debiut w UFC. Bonus za walkę wieczoru.                                             |
| Wygrana   | 16-3   | Michał Michalski (6-2)          | Poddanie (duszenie zza pleców)                     | 3     | 0:48 | KSW 43: Soldić vs. du Plessis               | 14.04.2018 | Wrocław             | Bonus za walkę i poddanie wieczoru.                                                |
| Wygrana   | 15-3   | Maciej Jewtuszko (12-3)         | Decyzja (jednogłośna)                              | 3     | 5:00 | KSW 40: Dublin                              | 22.10.2017 | Dublin              | Bonus za walkę wieczoru.                                                           |
| Wygrana   | 14-3   | Andreas Stahl (10-3)            | TKO (ciosy pięściami)                              | 1     | 1:24 | GMC 11                                      | 22.04.2017 | Castrop-Rauxel      | Main Event                                                                         |
| Wygrana   | 13-3   | Robert Radomski (12-4)          | TKO (ciosy pięściami w parterze)                   | 2     | 3:50 | KSW 37: Circus of Pain                      | 03.12.2016 | Kraków              | Limit umowny -80 kg.                                                               |
| Wygrana   | 12-3   | Stefan Larisch (8-4)            | TKO (ciosy pięściami)                              | 1     | 0:30 | Respect FC 16                               | 09.04.2016 | Kolonia             | Zdobył pasy mistrzowskie Respect FC i Shooto Kings w wadze półśredniej. Main Event |
| Przegrana | 11-3   | Kamil Szymuszowski (13-4)       | Decyzja (niejednogłośna)                           | 3     | 5:00 | KSW 33: Materla vs. Khalidov                | 28.11.2015 | Kraków              |                                                                                    |
| Wygrana   | 11-2   | Stefan Sekulić (4-0)            | TKO (ciosy pięściami)                              | 2     | 2:24 | Serbian Battle Championship 6               | 19.09.2015 | Kać                 | Main Event                                                                         |
| Wygrana   | 10-2   | Aldin Osmančević (0-1)          | TKO (ciosy pięściami)                              | 1     | 4:13 | MFC 3                                       | 28.07.2015 | Budva               |                                                                                    |
| Przegrana | 9-2    | Borys Mańkowski (15-5-1)        | Poddanie (duszenie trójkątne rękoma)               | 1     | 1:20 | KSW 29: Reload                              | 06.12.2014 | Kraków              | Debiut w KSW. Pojedynek o pas międzynarodowego mistrza KSW w wadze półśredniej.    |
| Wygrana   | 9-1    | Sebastian Risch (11-5)          | TKO (kontuzja)                                     | 1     | 2:39 | GMC 5                                       | 13.09.2014 | Castrop-Rauxel      | Co-Main Event                                                                      |
| Wygrana   | 8-1    | Luca Vitali (6-2)               | KO (ciosy pięściami)                               | 2     | 0:48 | Swiss MMA Championship 1                    | 01.12.2013 | Bazylea             | Zdobył pas ISKA National w wadze półśredniej.                                      |
| Przegrana | 7-1    | Djamil Chan (5-2)               | KO (kolana)                                        | 1     | 1:34 | Respect FC 9                                | 13.04.2013 | Dormagen            | Pojedynek o pas mistrza Respect FC w wadze półśredniej.                            |
| Wygrana   | 7-0    | Kerim Engizek (3-1)             | Decyzja (większościowa)                            | 3     | 5:00 | SFC 11: Tournament 2012 Part IV             | 15.09.2012 | Düren               | Półfinał Superior FC Tournament 2012 w wadze półśredniej.                          |
| Wygrana   | 6-0    | Egny Borges (0-2)               | Poddanie (duszenie gilotynowe)                     | 1     | 1:04 | Superior FC Tournament 2012: Part III       | 02.06.2012 | Moguncja            |                                                                                    |
| Wygrana   | 5-0    | Garcia Chambe (1-0-1)           | TKO (przerwanie przez narożnik)                    | 1     | 4:37 | Superior FC Tournament 2012: Part II        | 31.03.2012 | Göppingen           |                                                                                    |
| Wygrana   | 4-0    | Maurice Skrober (0-0)           | TKO (przerwanie przez narożnik)                    | 1     | 4:50 | Superior FC Tournament 2012: Part I         | 04.02.2012 | Moguncja            |                                                                                    |
| Wygrana   | 3-0    | Florian Ziebert (2-0)           | TKO (latające kolano i ciosy pięściami w parterze) | 2     | 0:21 | Respect FC 5                                | 09.04.2011 | Essen               |                                                                                    |
| Wygrana   | 2-0    | Nerijus Slepetis (1-2)          | Poddanie (duszenie gilotynowe)                     | 1     | 4:27 | GMA 7: Germany vs. Lithuania                | 03.04.2011 | Düsseldorf          |                                                                                    |
| Wygrana   | 1-0    | Michael Zabrocki (0-0)          | TKO (ciosy pięściami)                              | 1     | 2:34 | GMA 6: Minonzio vs. Zawada                  | 07.11.2010 | Düsseldorf          | Debiut w zawodowym MMA                                                             |

## Życie prywatne
Jego starszym bratem jest również zawodnik MMA walczący w wadze półciężkiej, Martin Zawada.